# Lasjia erecta
Lasjia erecta är en tvåhjärtbladig växtart som först beskrevs av J.A.Mcdonald & R.Ismail, och fick sitt nu gällande namn av P.H.Weston & A.R.Mast. Lasjia erecta ingår i släktet Lasjia och familjen Proteaceae. Inga underarter finns listade i Catalogue of Life.